# Margit Schramm
Margit Schramm (* 21. Juli 1932 in Dortmund; † 12. Mai 1996 in München) war eine deutsche Opern-, Lied- und Operettensängerin (Sopran), auch „Operettenkönigin“, Kammersängerin und Filmdarstellerin.

## Leben
Die Sängerin Margit Schramm debütierte 1954 in dem Singspiel Meine Schwester und ich. In den 1960er Jahren wurde sie als Operettendiva im Deutschen Fernsehen, in zahlreichen Konzerten und im Film bekannt, wo sie oft gemeinsam mit ihrem Lieblingsbühnenpartner, dem Tenor Rudolf Schock, auftrat, und konnte auch auf etliche Auftritte in Fernsehshows zurückblicken.
Zu ihren wohl bekanntesten und besten Rollen gehören die Vorstellungen in I quattro Rusteghi, Clivia, Madame Pompadour, Gräfin Mariza, Frau Luna und Die lustige Witwe. In letztgenannter Operette stand sie in der Rolle der Hanna Glawari mehr als 500 Mal auf der Bühne.
Die Künstlerin wirkte auch in einigen erfolgreichen Operettenfilmen mit: Frau Luna (1964), Viktoria und ihr Husar (1965) und Walzertraum (1969). Ihre Partner waren u. a.: Johannes Heesters, Brigitte Mira, Gunnar Möller, Viktor de Kowa, Reinhold Bartel und Rudolf Schock.
Zusammen mit Willy Schneider als Kellermeister präsentierte sie von 1964 bis 1968 als Gastgeberin bzw. Wirtin die Samstagsabend-Show des Westdeutschen Rundfunks (WDR) Die fröhliche Weinrunde – u. a. mit Künstlern wie Paul Henckels, Arno Paulsen, Jupp Hussels, Frank Barufski und Kurt Großkurth als Stammgäste.
In zweiter Ehe heiratete sie den Regisseur Fred Kraus, den Vater des Schlagersängers Peter Kraus. Im Film Walzertraum von 1969 wirkten Peter Kraus und Margit Schramm als Darsteller mit, Fred Kraus führte Regie.
Anfang der 1980er Jahre, als die Operette ihre Sendeplätze verlor, zog sie sich von Bühne und Fernsehen zurück und lebte als Geschäftsfrau in München, wo sie im Alter von 63 Jahren starb.
Ihre letzte Ruhestätte fand sie auf dem Friedhof Grasbrunn OT Neukeferloh.

## Auszeichnungen, Ehrungen
- 1967 Bronzener Bildschirm
- 1968 Goldener Bildschirm[1]
- 1976 erhielt Schramm die Ehrendoktorwürde (Doctor delectationis humoris causa) der närrischen Universität zu Froistecksburg.
- 2005 wurde im Münchener Stadtbezirk 9 (Neuhausen / Nymphenburg) eine Straße nach der „Operettenkönigin“ benannt.

## Diskografie
- Viktoria und ihr Husar (Ariola 1984)
- Das große Operetten-Wunschkonzert (Philips 1988)
- Auf den Flügeln bunter Träume. Aus Operette, Musical und Tonfilm (Eurodisc 1992)
- Gräfin Mariza (Eurodisc 1994)
- Zigeunerliebe (Eurodisc 1994)
- Venus in Seide (Eurodisc 1994)
- The Unforgettable - Vol 3 (Eurodisc 1996)
- Igo Hofstetter - Roulette der Herzen, Alles spricht von Charpillon, Schach dem Boss (ORF Oberösterreich 1996)
- Nico Dostal - Die Vielgeliebte + Ausschnitte aus Operetten von Ludwig Schmidseder (Hamburger Archiv für Gesangskunst, CD-Nr. 30131 o. J.)